# Musica tracker
La musica tracker è un genere musicale diffusosi a metà degli anni novanta, seguendo l'espansione del formato musicale per computer MOD, che permette attraverso appositi software detti tracker (spesso distribuiti gratuitamente) di comporre molto facilmente pezzi molto vicini a generi musicali come la techno.
I maggiori compositori del genere provenivano dai paesi scandinavi (Norvegia, Svezia, Finlandia). 
I file ".mod" servivano molto spesso a distribuire pezzi "famosi" in bizzarre versioni karaoke, su cui si basava tutta la popolarità del formato. Con lo sviluppo della tecnologia e la creazione di formati più all'avanguardia per la diffusione di musica (come gli MP3), il fenomeno si spense molto velocemente.
Il formato originale .mod ha subito evoluzioni con il passare del tempo e con la creazione di software tracker più avanzato, con vari formati, i più conosciuti dei quali sono .s3m (Scream Tracker), .xm (Fast Tracker) e .it (Impulse Tracker), che forniscono diversi miglioramenti rispetto al formato originale. Questi formati sono stati moderatamente popolari nella creazione di musica per videogiochi, tra cui molti giochi per Amiga, e giochi prodotti da Epic Games, come Unreal, Unreal Tournament, Deus Ex e Unreal Tournament 3.